# Christopher Meloni
Christopher Peter Meloni (Washington D. C., 2 de abril de 1961) es un actor estadounidense. Es conocido por sus papeles televisivos como el detective de la policía de Nueva York, Elliot Stabler en el drama legal de NBC, Law & Order: Special Victims Unit durante sus primeras 12 temporadas y su spin-off Law & Order: Organized Crime, y como el recluso Chris Keller en el drama de prisión de HBO, Oz. En junio de 2012, regresó a HBO como el vampiro Roman en el elenco principal de True Blood para la quinta temporada de la serie. Meloni también protagonizó y fue productor ejecutivo de la serie de Syfy, Happy! de 2017 a 2019. Sus películas incluyen El hombre de acero, Wet Hot American Summer, Harold & Kumar Go to White Castle, 12 Monkeys, Runaway Bride, 42, y Fear and Loathing in Las Vegas.

## Primeros años
Meloni nació en Washington D. C., el menor de tres hijos de Cecile (de soltera Chagnon; 1926-2016), ama de casa, y Charles Robert Meloni (1927-2012), endocrinólogo. Tiene un hermano y una hermana mayores. Su ascendencia materna es francocanadiense y es descendiente de Matthias Farnsworth. Su ascendencia paterna es italiana, con raíces en Velva [it], Castiglione Chiavarese, Génova y Liguria.
Meloni asistió a St. Stephen's School (ahora St. Stephen's & St. Agnes School) en Alexandria, Virginia, y jugó como mariscal de campo en el equipo de fútbol americano. Estudió actuación en la Universidad de Colorado en Boulder y se graduó con un título en historia en 1983. Después de graduarse, Meloni se fue a Nueva York, donde continuó sus estudios con Sanford Meisner en Neighborhood Playhouse School of the Theatre, así como en Center for the Media Arts.

## Carrera
Meloni trabajó como obrero de la construcción antes de obtener su debut como actor. También ha trabajado como portero, camarero y entrenador personal.
Meloni se abrió camino en la escala de la actuación con comerciales, series de televisión de corta duración y papeles pequeños en varias películas.
Su primer papel notable fue el hijo exaltado de un capo de la mafia en el thriller Bound de 1996. Apareció como Spike, el amigo de Robbie Sinclair, en Dinosaurios a principios de la década de 1990. Interpretó al criminal Jimmy Liery en ocho episodios de NYPD Blue durante 1996-1997 y al prometido del personaje de Julia Roberts en la comedia romántica de 1999, Runaway Bride.

### OzyLaw & Order: Special Victims Unit
De 1998 a 2003, Meloni interpretó al criminal bisexual, Chris Keller en la serie Oz de HBO.
El productor de Law & Order, Dick Wolf, contrató a Meloni para interpretar a Elliot Stabler en Law & Order: Special Victims Unit en 1999. Meloni apareció en Oz y Law & Order: SVU simultáneamente hasta que Oz salió del aire en 2003. Meloni fue nominado en 2006 a un Premio Emmy al actor principal en una serie dramática por su papel de Elliot Stabler.
En mayo de 2011, Meloni anunció que no había podido llegar a un acuerdo sobre un contrato y que no regresaría para la temporada 13 de SVU. Su personaje fue escrito como si hubiera puesto sus papeles de jubilación. Después de casi una década, Meloni anunció en marzo de 2020 que volvería a interpretar su papel de Stabler en la franquicia Law & Order en un nuevo programa derivado titulado Law & Order: Organized Crime (2021). Meloni también apareció en un evento cruzado durante la temporada 22 de SVU.

### Otros roles

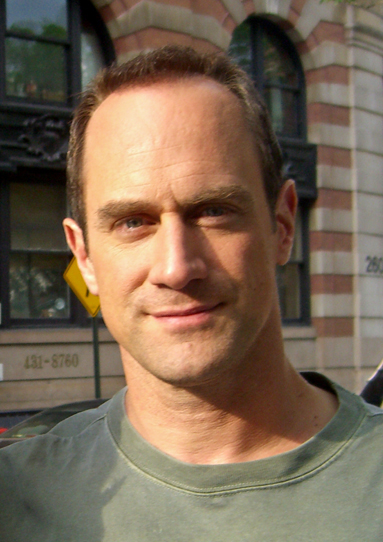
Meloni en la ciudad de Nueva York, 2006

Meloni volvió a sus raíces cómicas como el personaje de Gene en Wet Hot American Summer en 2001, el pediatra amante de las marionetas Dr. Norris en un episodio de 2003 de Scrubs, y el personaje de "Freakshow" (aunque con mucho maquillaje) en la comedia de 2004, Harold & Kumar Go to White Castle. Hizo un cameo en su secuela, Harold & Kumar Escape from Guantánamo Bay, como "El Gran Mago". En 2005, apareció en el episodio 107 del espectáculo de marionetas para adultos de MTV2, Wonder Showzen en una serie de anuncios de servicio público de parodia que advertían de la amenaza de los piojos. También tuvo un papel no acreditado como recepcionista gay de hotel en Fear and Loathing In Las Vegas.
En julio de 2009, Meloni interpretó al personaje de DC Comics, Hal Jordan / Green Lantern en la película original animada de DC Universe, Green Lantern: First Flight. Apareció brevemente en el primer episodio de la serie de Comedy Central, Michael & Michael Have Issues, interpretándose a sí mismo para una película falsa protagonizada por Michael Ian Black y Michael Showalter.
En 2012, Meloni se unió al elenco de True Blood durante la quinta temporada de la serie como Roman, un "poderoso vampiro de 500 años que se sienta a la cabeza de la mesa de Vampire Authority".
Meloni interpretó al coronel Hardy, un papel secundario, en la película del reinicio de Superman, El hombre de acero, que se estrenó en 2013. Ese año, también interpretó al manager de los Brooklyn Dodgers, Leo Durocher, en la histórica película de béisbol, 42. Meloni protagonizó la comedia de 2014, They Came Together. También interpreta a John Taylor en el videojuego Call of Duty: Black Ops III.
Meloni protagonizó y fue productor ejecutivo de la serie de Syfy, Happy!, basada en la serie de cómics creada por el escritor Grant Morrison y el artista Darick Robertson, que se estrenó en 2017. La serie fue cancelada el 4 de junio de 2019.
En 2018, Meloni protagonizó dos episodios de la serie dramática de FX, Pose, junto a Dominique Jackson. Luego apareció en la tercera temporada de The Handmaid's Tale como Comandante Winslow en 2019.

## Filantropía
En 2004 y 2006, respectivamente, Meloni compitió en la cuarta y octava serie del Celebrity Poker Showdown de Bravo; en la octava temporada terminó en segundo lugar, detrás de Robin Tunney y por delante de Macy Gray, Joy Behar y Andy Dick. Jugó para «Feed the Children».
También apareció en Celebrity Jeopardy!, el 10 de noviembre de 2006, derrotando a sus compañeros de Law & Order, Sam Waterston y Kathryn Erbe. Meloni dividió su premio de caridad de $50,000 entre Big Apple Circus Clown Care Program y Montefiore Advocacy Center. También apareció en el programa Million Dollar Celebrity Invitational que se emitió el 17 de diciembre de 2009. Aunque fue derrotado por Joshua Malina y Harry Shearer, ganó un premio de caridad de $25,000 a nombre de Smile Train.

## Imagen pública
Meloni ha aparecido en muchos anuncios de servicio público en apoyo de temas de lesbianas, gays, bisexuales y transexuales. En 1999, Meloni besó en broma a Lee Tergesen (quien interpretó a Tobias Beecher, el novio de Meloni en la pantalla en Oz) en una cena de premiación para GLAAD. En 2006, Meloni recibió el Premio a la Igualdad de la Campaña de Derechos Humanos, junto con el actor Jake Gyllenhaal y el director Ang Lee, por su trabajo a favor de las cuestiones LGBT. Además, en 2011, Meloni apareció en el video «New Yorkers for Marriage Equality» de la Campaña de Derechos Humanos.
Meloni fue incluido en la edición de 2006 de Sexiest Men Alive de la revista People.

## Vida personal
Meloni se casó con Doris Sherman Meloni (de soltera Williams), diseñadora de producción, el 1 de julio de 1995. Tienen dos hijos, la hija Sophia Eva Pietra Meloni (n. 23 de marzo de 2001) y su hijo Dante Amadeo Meloni (n. 2 de enero de 2004). Mariska Hargitay, que coprotagonizó con Meloni Law & Order: Special Victims Unit y es una íntima amiga suya, es la madrina de su hija.
Meloni tiene una representación de inspiración cubista de la crucifixión de Cristo tatuada en la parte superior del brazo izquierdo, un tatuaje de una mariposa en la parte superior del muslo izquierdo y una carta astrológica china de su familia en la parte inferior de la pierna derecha. En 2007, Meloni fue incluido en el Salón de la Fama atlético de su escuela secundaria como miembro del equipo de fútbol invicto de 1978, en el que fue mariscal de campo.
En 2014, Meloni compró la casa que se usó en el famoso programa de televisión, The Adventures of Ozzie and Harriet.
En 2021, en un episodio de Finding Your Roots de PBS, se reveló que Meloni es un pariente lejano de Nancy Pelosi.

## Filmografía

### Cine
| Año  | Título                                    | Papel                               | Notas                                  |
| ---- | ----------------------------------------- | ----------------------------------- | -------------------------------------- |
| 1994 | Clean Slate                               | Guardaespaldas                      |                                        |
| 1994 | Junior                                    | Sr. Lanzarotta                      |                                        |
| 1995 | Doce monos                                | Tte. Halperin                       |                                        |
| 1996 | Bound                                     | Johnnie Marzzone                    |                                        |
| 1998 | Brown's Requiem                           | Sgto. Cavanah                       | No acreditado                          |
| 1998 | Fear and Loathing in Las Vegas            | Sven, empleado en el hotel Flamingo |                                        |
| 1998 | The Souler Opposite                       | Barry Singer                        |                                        |
| 1999 | Carlo's Wake                              | Bennetto Torello                    |                                        |
| 1999 | Runaway Bride                             | Bob Kelly                           |                                        |
| 2001 | Wet Hot American Summer                   | Gene Jenkinson                      |                                        |
| 2002 | That Brief Moment                         | Ken                                 | Cortometraje                           |
| 2002 | Murder in Greenwich                       | Mark Fuhrman                        |                                        |
| 2004 | Harold & Kumar Go to White Castle         | Freakshow                           |                                        |
| 2008 | Harold & Kumar Escape from Guantanamo Bay | Gran Mago                           | Acreditado como Reverendo Clyde Stanky |
| 2008 | Nights in Rodanthe                        | Jack Willis                         |                                        |
| 2009 | Brief Interviews with Hideous Men         | R / Sujeto #3                       |                                        |
| 2009 | Carriers                                  | Frank                               |                                        |
| 2010 | Green Lantern: First Flight               | Hal Jordan / Linterna Verde         | Voz                                    |
| 2011 | National Lampoon's Dirty Movie            | Productor Charlie LaRue             |                                        |
| 2013 | Awful Nice                                | Jon Charbineau                      |                                        |
| 2013 | El hombre de acero                        | Cnel. Nathan Hardy                  |                                        |
| 2013 | 42                                        | Leo Durocher                        |                                        |
| 2014 | Beef                                      | Lou                                 |                                        |
| 2014 | White Bird in a Blizzard                  | Brock Connors                       |                                        |
| 2014 | Small Time                                | Al Klein                            |                                        |
| 2014 | They Came Together                        | Roland                              |                                        |
| 2014 | Sin City: A Dame to Kill For              | Mort                                |                                        |
| 2015 | The Diary of a Teenage Girl               | Pascal MacCorkill                   |                                        |
| 2016 | I Am Wrath                                | Dennis                              |                                        |
| 2016 | Marauders                                 | Agente Jonathan Montgomery          |                                        |
| 2016 | Almost Friends                            | Howard                              |                                        |
| 2017 | Snatched                                  | Roger Simmons                       |                                        |
| 2024 | IF                                        | TBA                                 |                                        |

### Televisión
| Año           | Título                                        | Papel                                              | Notas                                                           |
| ------------- | --------------------------------------------- | -------------------------------------------------- | --------------------------------------------------------------- |
| 1988          | The Equalizer                                 | Capitán del equipo                                 | "Splinters"                                                     |
| 1989–1990     | 1st & Ten                                     | Vito Del Greco / Johnny Gunn                       | 11 Episodios                                                    |
| 1990          | When Will I Be Loved?                         | Ron Weston                                         | Película de televisión                                          |
| 1990–1991     | The Fanelli Boys                              | Frankie Fanelli                                    | 17 Episodios                                                    |
| 1991          | In a Child's Name                             | Jerry Cimarelli                                    | Miniserie. 2 Episodios                                          |
| 1991–1994     | Dinosaurios                                   | Spike                                              | Voz. 11 Episodios                                               |
| 1992          | Something to Live for: The Alison Gertz Story | David                                              | Película de televisión                                          |
| 1993          | Without a Kiss Goodbye                        | Ray Samuels                                        | Película de televisión. Llamada también: "Falsely Accused"      |
| 1993          | The Boys                                      | Doug Kirkfield                                     | 6 Episodios                                                     |
| 1993          | Golden Gate                                   | Douglas 'BW' Carlino                               | Piloto no emitido                                               |
| 1995          | A Dangerous Affair                            | Tommy Moretti                                      | Película de televisión                                          |
| 1995          | Hope and Gloria                               | Billy                                              | "Love with an Improper Stranger"                                |
| 1995          | Misery Loves Company                          | Mitch                                              | 8 Episodios                                                     |
| 1996–1997     | NYPD Blue                                     | Jimmy Liery                                        | 5 Episodios                                                     |
| 1997          | The Last Don                                  | Boz Skannet                                        | Miniserie. "Part II" (#1.2)                                     |
| 1997          | Leaving L.A.                                  | Reed Sims                                          | 6 Episodios                                                     |
| 1997          | Every 9 Seconds                               | Richard Sutherland                                 | Película de televisión                                          |
| 1997          | Brooklyn South                                | Joe                                                | 3 Episodios                                                     |
| 1998          | Target Earth                                  | Det. Sam Adams                                     | Película de televisión                                          |
| 1998          | Homicide: Life on the Street                  | Cazarrecompensas Dennis Knoll                      | 2 Episodios: "Wanted Dead or Alive" partes 1 y 2                |
| 1998–2003     | Oz                                            | Chris Keller                                       | Principal. 38 Episodios                                         |
| 1999 - 2011   | Law & Order: Special Victims Unit             | Det. Elliot Stabler                                | Principal (T1-12, 272 episodios)                                |
| 2000          | Law & Order                                   | Det. Elliot Stabler                                | "Fools for Love". "Entitled"                                    |
| 2002          | Murder in Greenwich                           | Mark Fuhrman                                       | Película de televisión                                          |
| 2003          | Scrubs                                        | Dr. Dave Norris                                    | "My White Whale"                                                |
| 2005          | Wonder Showzen                                | Cooties Spokesman                                  | "Health"                                                        |
| 2005          | Law & Order: Trial by Jury                    | Det. Elliot Stabler                                | "Day"                                                           |
| 2008          | Gym Teacher: The Movie                        | Dave Stewie                                        | Película de televisión                                          |
| 2009          | The Tonight Show with Conan O'Brien           | Det. Elliot Stabler                                | "Norm MacDonald/Jim Gaffigan/Neko Case"                         |
| 2009          | Michael & Michael Have Issues                 | Él mismo                                           | "Greg the Intern"                                               |
| 2011          | The Daily Show with Jon Stewart               | Tony Bologna                                       | Cameo                                                           |
| 2011          | Ice Loves Coco                                | Él mismo                                           | Cameo                                                           |
| 2012          | True Blood                                    | Roman Zimojic                                      | 5 episodios                                                     |
| 2013          | Comedy Bang! Bang!                            | Dr. Phillip Banhauser                              | "Aziz Ansari Wears a Charcoal Blazer"                           |
| 2014          | Veep                                          | Ray Whelans                                        | "Detroit". "Special Relationship"                               |
| 2014          | Surviving Jack                                | Dr. Jack Dunlevy                                   | Principal. 8 Episodios                                          |
| 2015          | The Jack and Triumph Show                     | Agente Ryker                                       | "Siri"                                                          |
| 2015          | Wet Hot American Summer: First Day of Camp    | Gene Jenkinson / Jonas Jurgenson                   | Principal. 6 Episodios                                          |
| 2015          | Drunk History                                 | Othniel Charles Marsh                              | "New Jersey"                                                    |
| 2016–2017     | Underground                                   | August Pullman                                     | Principal. 15 Episodios. Episodio dirigido: «Auld Acquaintance» |
| 2017          | Wet Hot American Summer: Ten Years Later      | Gene Jenkinson                                     | 4 Episodios                                                     |
| 2017          | At Home with Amy Sedaris                      | Ranger Russell                                     | "Nature"                                                        |
| 2017–2019     | Happy!                                        | Nick Sax                                           | Principal. 18 Episodios                                         |
| 2018          | Pose                                          | Dick Ford                                          | "The Fever". "Pink Slip"                                        |
| 2019          | American Dad!                                 | —                                                  | Voz. "Twinanigans"                                              |
| 2019          | The Handmaid's Tale                           | Comandante Winslow                                 | 4 Episodios                                                     |
| 2019–presente | Harley Quinn                                  | Comisionado James Gordon, Two-Face Goon 2, Bouncer | Voz; 16 Episodios                                               |
| 2020          | Family Guy                                    | George Townshend                                   | Voz. "Short Cuts"                                               |
| 2020          | Maxxx                                         | Don Wild                                           | Recurrente. 6 Episodios                                         |
| 2020          | Rick and Morty                                | Jesucristo, disfraz de Rick sin nombre             | Voz. "Never Ricking Morty"                                      |
| 2020          | The Twilight Zone                             | Robert                                             | "A Human Face"                                                  |
| 2020          | Helpsters                                     | Det. Dudley                                        | "Camper Cortez/Artist Andrew & Detective Dudley"                |
| 2021–presente | Law & Order: Organized Crime                  | Det. Elliot Stabler                                | Principal. Productor ejecutivo.                                 |
| 2021          | Bless the Harts                               | Det. Voccola                                       | Voz. 1 Episodio                                                 |

### Videojuegos
| Año  | Título                    | Papel                  |
| ---- | ------------------------- | ---------------------- |
| 2015 | Call of Duty: Black Ops 3 | Comandante John Taylor |